# Matsumyia shirakii
Matsumyia shirakii är en tvåvingeart som först beskrevs av Goot 1964.  Matsumyia shirakii ingår i släktet Matsumyia och familjen blomflugor.
Artens utbredningsområde är Taiwan. Inga underarter finns listade i Catalogue of Life.